# Либијски вођа
Либијски вођа је незванична титула којом се најчешће ословљавао пуковник Муамер ел Гадафи. У самој Либијској Џамахирији називан је командант или вођа Револуције.

## Историјат
Након Првосептембарске револуције (1969) државом је управљао Револуционарни командни савјет на чијем челу се налазио Муамер ел Гадафи. Након објављивања Декларације о успостављању народне власти од 2. марта 1977. врховна власт је прешла у руке Општег народног конгреса. Пуковник Муамер ел Гадафи је тада постао генерални секретар Општег народног конгреса. Проглашена је џамахирија.
Двије године касније, 2. марта 1979, пуковник Гадафи се одрекао свих јавних функција и од тада је познат као вођа Првосептембарске револуције. Иако се титула либијског вође користи тек од 1979. она се често употребљава и за сами период Гадафијевог доласка на власт (1969).
Либија је по своме уређењу била џамахирија односно специфичан облик државног и политичког уређења разрађен у Зеленој књизи коју је написао Муамер ел Гадафи. Убиством пуковника Гадафија и окончањем Рата у Либији (2011) престала је постојати и Либијска Џамахирија.

## Дјелокруг
Уређење Либијске Џамахирије је било засновано на политичкој идеологији изложеној у Гадафијевој Зеленој књизи. Идеологија је подразумијевала примјену тзв. непосредне демократије. Широм државе су постојали основни народни конгреси који су се сматрали изворним носиоцима суверенитета. Њихови чланови су били заправо сви пунољетни грађани — мушкарци и жене. На нивоу општина (шабија) постојали су општински народни конгреси и општински народни комитети, а на нивоу државе Општи народни конгрес и Општи народни комитет.
Либијски вођа Муамер ел Гадафи није имао званичну функцију нити у законодавној нити у извршној власти. Посматрао се као историјски национални вођа и савјетодавац народној власти. Међутим, задржао је положај врховног команданта оружаних снага који је стекао након Првосептембарске револуције (1969). Поред вође Револуције постојале су и двије значајне невладине организације: Народно социјално вођство и Покрет револуционарних комитета. Чак се генерални координатор Народног социјалног вођства сматрао за другу најјачу функцију у земљи.
По Закону бр. (3) о одликовањима и медаљама (2004) прописано је да право додјељивања ордена има командант Револуције и Општи народни конгрес.
Либијски вођа је имао политички утицај на Општи народни конгрес, као и на Општи народни комитет и Општи плански савјет. Повремено је присуствовао и засједањима основних народних конгреса.